# DKW Schwebeklasse
La DKW Schwebeklasse è un'autovettura di fascia media prodotta dal 1934 al 1937.

## Storia e profilo
La Schwebeklasse nacque in un periodo, la prima metà degli anni trenta del secolo scorso, in cui si stavano affacciando sulla scena automobilistica mondiale le prime autovetture con carrozzeria aerodinamica, vetture che nella maggior parte dei casi erano delle semplici sperimentazioni, ma che in altri si trattava di veri e propri modelli destinati alla produzione di serie. Non si trattava di un vezzo passeggero, ma di una vera e propria soluzione tecnologica volta al miglioramento delle prestazioni di un'autovettura e nel contempo alla riduzione dei consumi di carburante. Purtroppo, agli inizi del decennio, tali vantaggi non furono percepiti dall'utente medio, dal momento che in genere la vettura veniva condotta a velocità medie intorno ai 40 km/h, una velocità che pochi vantaggi, in termini di consumi, avrebbe dato a vetture profilate. In Germania la svolta si ebbe con l'ascesa al potere di Adolf Hitler, il quale avviò una politica tesa allo sviluppo dell'industria automobilistica e delle vie di comunicazione. La realizzazione in tempi relativamente brevi dell'autostrada Francoforte-Darmstadt fu uno degli eventi che contribuì a sensibilizzare l'opinione pubblica verso l'efficacia di una carrozzeria aerodinamica. Mentre negli Stati Uniti stava per essere presentata la Chrysler Airflow, prima vettura al mondo progettata interamente in funzione delle leggi dell'aerodinamica (vettura che riscosse però uno scarso successo di vendite), in Europa vennero portati avanti alcuni progetti volti alla realizzazione di vetture dotate anch'esse di carrozzeria profilata. In Francia, dopo aver proposto un padiglione profilato sulle carrozzerie di alcuni suoi modelli, la Peugeot stava per lanciare la 402, in Cecoslovacchia la Tatra stava diventando famosa per i suoi modelli assai aerodinamici, quasi avveniristici per l'epoca ed in Italia la Fiat era in procinto di immettere nel mercato la 6C 1500. In Germania, il progetto di gran lunga più famoso e controverso fu quello, avviato a metà decennio, che avrebbe portato alla realizzazione della "macchina del popolo", che nel dopoguerra sarebbe divenuta nota agli italiani come Maggiolino. Ma tra i vari progetti in fase di sviluppo vi fu anche quello relativo appunto alla Schwebeklasse.

### Genesi della Schwebeklasse
Tale progetto, in realtà, non fu stimolato dall'interesse di Hitler verso lo sviluppo dell'industria automobilistica, ma ebbe origini anteriori all'ascesa del Reichsführer. Infatti, già nella metà del 1932 si stavano conducendo esperimenti relativi alla realizzazione di una vettura con carrozzeria aerodinamica. Fu Hermann Ahrens, all'epoca designer della Horch (anch'essa sotto l'egida della neonata Auto Union) a realizzare una carrozzeria assai profilata montata su un telaio con motore montato posteriormente e derivato dal bicilindrico da 0.6 litri utilizzato per le DKW a trazione anteriore. A titolo di curiosità, lo stesso Ahrens, che a partire dal settembre 1933 sarebbe passato alla Daimler-Benz, avrebbe disegnato la Mercedes-Benz 130H, altra vettura caratterizzata da linea profilata e motore posteriore. Tornando alla genesi della Schwebeklasse, il prototipo di Ahrens non ebbe ulteriori sviluppi e rimase allo stadio di prototipo. Tuttavia, i vertici Auto Union si resero conto che tale prototipo dimostrò la fattibilità di una carrozzeria autoportante in legno dalle elevate caratteristiche aerodinamiche. L'idea che venne proposta fu quindi quella di realizzare una berlina profilata utilizzando come base meccanica quella delle DKW a trazione posteriore. Unica differenza sarebbe stata quindi la collocazione del motore, non più posteriore ma anteriore. Il 3 ottobre 1933 tale proposta fu presentata alla riunione del Consiglio di Amministrazione dell'Auto Union e fu approvata tre giorni dopo. La nuova vettura avrebbe dovuto ridare lustro all'offuscata reputazione delle DKW a trazione posteriore prodotte fino a quel momento e che erano giunte in quel periodo alla serie 1001/1002.
Il 23 gennaio 1934, dopo neppure quattro mesi dall'approvazione il primo prototipo fu realizzato nello stabilimento Horch: si trattò di un tempo record persino agli occhi di una valente squadra di progettisti di oggigiorno. La presentazione al pubblico avvenne invece due mesi dopo, a marzo, presso il Salone di Berlino, dove vennero esposti quattro esemplari con carrozzeria cabrio-limousine. Si trattò di quattro esemplari di preserie, riconoscibili dal fatto che lo stemma dei quattro anelli fu sistemato provvisoriamente all'interno di una delle due metà (quella di destra) in cui era suddivisa la calandra ed in posizione inclinata. Negli esemplari di serie, lo stemma sarebbe stato invece posto al centro ed in posizione orizzontale, lungo la linea che suddivideva la calandra in due parti.
Due settimane dopo, il 6 aprile, tre dei membri del Consiglio di Amministrazione dell'Auto Union, ossia Richard Bruhn, Carl Hahn e William Werner, intrapresero un viaggio a bordo della Schwebeklasse per valutarne le doti e testarne la praticità. In seguito a ciò, vennero apportate alcune modifiche inerenti al fissaggio dello specchietto retrovisore interno, e del meccanismo di regolazione dei sedili.
La commercializzazione della Schwebeklasse avrebbe dovuto cominciare nel mese di maggio del 1934. Tuttavia, la dirigenza dell'Auto Union decise di effettuare ulteriori test allo scopo di verificare l'affidabilità della meccanica, in particolare del motore. Quest'ultimo, nelle iniziali intenzioni dei vertici aziendali, avrebbe dovuto essere un'evoluzione del noto V4 già montato sulle altre DKW a trazione posteriore, motore la cui cilindrata avrebbe dovuto essere elevata da 1 ad 1.2 litri. A tale proposito vennero condotti dei test su strada allo scopo di collaudare tale motore. I test di messa a punto si protrassero ben oltre il mese di maggio del 1934, per cui l'avvio della commercializzazione della vettura slittò di alcuni mesi. Durante tale periodo, i collaudi su strada evidenziarono i cronici problemi che già avevano afflitto anche il vecchio V4 da un litro: usura precoce dei pistoni ed eccessivo consumo di olio e di carburante. L'unità da 1.2 litri arrivò a consumare ben 16 litri ogni 100 km, un risultato chiaramente inaccettabile, per cui si decise di abbandonare il nuovo V4 a favore del vecchio. Sotto il cofano della Schwebeklasse tornò quindi il motore da un litro, che comunque era anch'esso ben lungi da un'ottimale messa a punto.
L'avvio della commercializzazione della Schwebeklasse avvenne nel mese di agosto del 1934. La vettura fu assemblata nello stabilimento DKW di Spandau, un distretto di Berlino.

### Caratteristiche della vettura

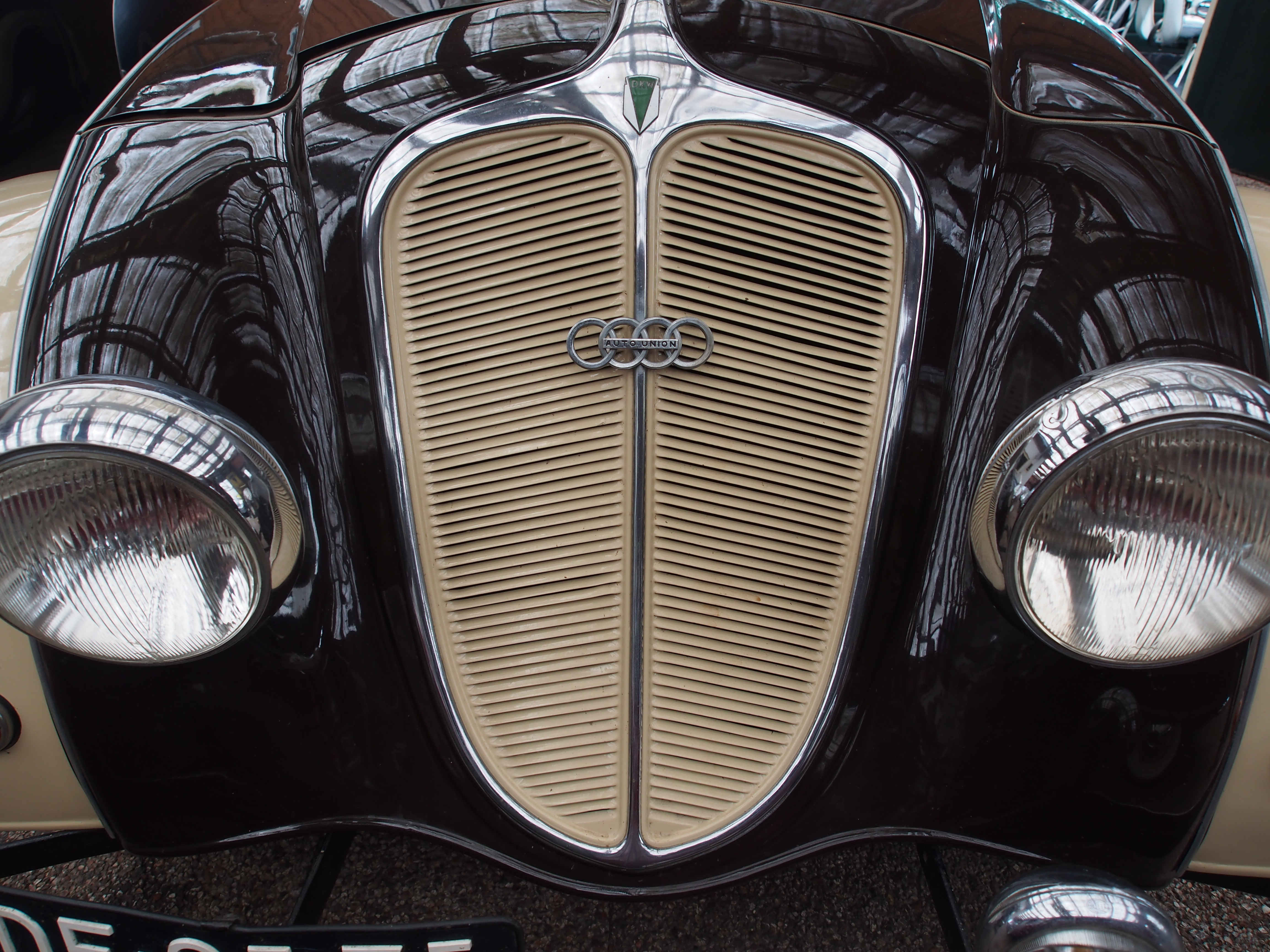
Il frontale di una Schwebeklasse

Fin dal primo sguardo apparve evidente lo sforzo del reparto carrozzerie di ottenere una vettura profilata allo scopo di trarne tutti i vantaggi del caso, soprattutto in termini di riduzione dei consumi, da sempre una delle note dolenti delle DKW a trazione posteriore. Il frontale era caratterizzato dai fari sistemati in posizione più ribassata per esigenze di aerodinamica. La calandra, a forma di scudo suddiviso in due dall'alto verso il basso, era caratterizzata a sua volta da un disegno concavo, mentre gli avvolgenti parafanghi anteriori erano più integrati con il corpo vettura di quanto non fosse stato fino a quel momento per le altre DKW. Anche il parabrezza era decisamente più inclinato che non nei precedenti modelli, sempre allo scopo di ottimizzare la penetrazione aerodinamica. Lateralmente, erano visibili le feritoie di raffreddamento ai lati del cofano motore, ma anche l'andamento profilato del padiglione, i parafanghi posteriori, anch'essi avvolgenti e parzialmente integrati nella scocca, e la linea di cintura piuttosto alta. Disegnata all'insegna dell'aerodinamica era anche la coda, dove spiccava il nuovo baule accessibile anche dall'esterno e con ruota di scorta fissata all'interno di quest'ultimo. Tale soluzione, volta anche in questo caso all'ottimizzazione dell'aerodinamica, comportò però una riduzione della capacità del bagagliaio.
L'abitacolo della Schwebeklasse propose anch'esso alcune novità: prima di tutto il cruscotto abbandonò la tradizionale configurazione a più strumenti posizionati centralmente, a favore di un unico grosso strumento, sempre in posizione centrale, il quale integrò in sé il tachimetro, l'orologio, l'indicatore del livello carburante e l'amperometro. Questo unico strumento polifunzionale era montato su di un portastrumenti in bachelite, un materiale all'epoca decisamente moderno e che molti costruttori, Auto Union in primis, stavano cominciando ad utilizzare sui loro modelli. Ai lati del cruscotto, quindi di fronte al posto del conducente e del passeggero anteriore, si trovavano due grossi vani portaoggetti senza sportello.
Dal punto di vista tecnico, la Schwebeklasse era caratterizzata da una struttura monoscocca in legno. Lo schema meccanico era di tipo tradizionale, con motore in posizione anteriore e trazione sulle ruote posteriori. Lo stesso propulsore derivava direttamente da quello utilizzato fino a quel momento sulle altre DKW a trazione posteriore. Era quindi un'unità V4 a due tempi con cilindrata di 988 cm³ e potenza massima di 26 CV. Ma la vera novità tecnica introdotta con il lancio della Schwebeklasse fu il nuovo avantreno ad assale flottante (in tedesco Schwebeachse, da cui la denominazione della vettura). Tale avantreno, che sostituì il precedente assale rigido anteriore, andò ad accompagnarsi al retrotreno dotato della medesima soluzione e già introdotto in precedenza con il lancio della serie 1001/1002. Per il resto, non vi furono novità di sorta e venne quindi mantenuto ad esempio lo stesso impianto frenante di tipo idraulico con quattro tamburi. Il cambio utilizzato era manuale a 4 marce con sistema a ruota libera.

### Evoluzione

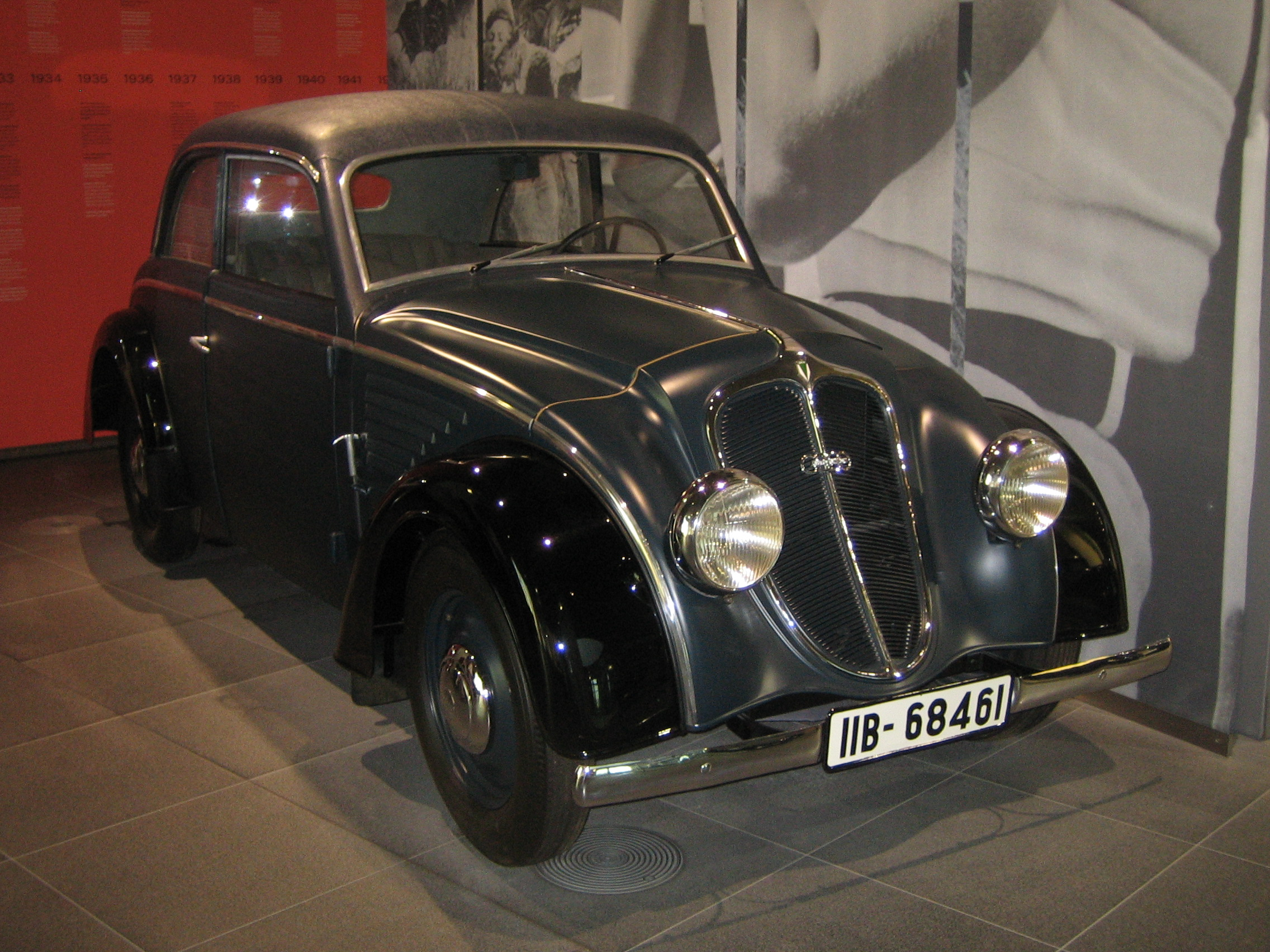
Una Schwebeklasse con carrozzeria berlina

La Schwebeklasse entrò quindi nel listino DKW, inizialmente in una sola carrozzeria (la già citata cabrio-limousine a quattro posti) e in due livelli di allestimento: normale, ad un prezzo di 3.350 RM e Sondermodell (in tedesco, "modello speciale"), che prevedeva cerchi a raggi e verniciatura bicolore beige con parafanghi e tetto marroni, e che fu venduta a 3.550 RM. La normale era invece disponibile in un'unica tinta, il grigio.
Il primo step evolutivo della carriera commerciale della Schwebeklasse si ebbe nel mese di dicembre con l'arrivo della versione berlina a due porte. Tale versione fu quasi pronta già nell'estate dello stesso anno, ma ancora a livello di prototipo. I primissimi prototipi furono impiegati, sempre durante l'estate 1934, anche in alcune competizioni sportive, sebbene senza risultati di rilievo.
Nel gennaio del 1935 il motore venne sottoposto ad alcune migliorie che ne portarono la potenza massima da 26 a 30 CV. Tale motore rimase esclusivo della sola Schwebeklasse, ma non venne utilizzato sulla serie 1001/1002, che nei primi nove mesi di commercializzazione del nuovo modello continuò a rimanere a listino e che mantenne il motore nella sua precedente configurazione da 26 CV. Nel mese di aprile, la serie 1001/1002 fu tolta dal commercio lasciando quindi campo libero alla sola Schwebeklasse. Tuttavia, i problemi di affidabilità del V4 da un litro, già presenti fin dai precedenti modelli a trazione posteriore, continuarono a manifestarsi in tutta la loro invadenza, divenendo così nuovamente causa di seccature e contestazioni da parte dei clienti. Dopo numerosi e vani tentativi di risolvere il cronico problema, vecchio ormai di anni, si smise anche solo di parlare del tanto auspicato motore da 1.2 litri.
Nel mese di febbraio vi fu l'arrivo di nuovi coprimozzi cromati di maggior diametro. Due mesi dopo, ad aprile, vi fu un aggiornamento al cruscotto: mentre in precedenza era solo il portastrumenti centrale ad essere realizzato in bachelite, ora anche i vani portaoggetti laterali furono costruiti impiegando tale materiale. Come in precedenza, però, il portastrumenti era avvitato al resto della plancia. Nella stessa occasione, scomparve l'orologio dalla strumentazione centrale, mentre i sedili vennero sostituiti: gli originari sedili a struttura tubolare lasciarono il posto a sedili convenzionali, ma con dispositivo di regolazione.
Ma i problemi tecnici continuarono a persistere, e non solo questi: in realtà furono anche le inedite ed avveniristiche forme della carrozzeria della Schwebeklasse a lasciare perplessa la potenziale clientela. Ma ad un livello più pratico fu sempre l'inaffidabilità del motore a tenere banco nelle discussioni tra i vertici Auto Union e DKW, preoccupati perché ormai con le spalle al muro e con ormai poche frecce al proprio arco. Nel luglio del 1935, il motore venne portato a 1047 cm³, ma con limitatore ridotto a 3800 giri/min e potenza cresciuta a 32 CV anziché i 35 CV preventivati originariamente. Tale soluzione doveva consentire al motore di essere meno sottoposto a sforzi, portando quindi a minori consumi e a ridotti rischi di guasti. Per contro il prezzo scese a 2.990 RM. Il risultato fu un temporaneo successo che durò solo alcuni mesi: i guasti tecnici non vennero risolti e i dati di vendita ripiombarono a livelli preoccupanti. Si decise inizialmente di ridurre ulteriormente i giri massimi del motore, ma il risultato fu solo quello di avere prestazioni scese al livello della contemporanea F2.
Le speranze dei tecnici DKW furono tutte riposte nel nuovo grande aggiornamento alla Schwebeklasse: il passo venne ridotto di 10 cm, la ruota di scorta venne spostata all'esterno del bagagliaio, quest'ultimo divenne accessibile anche dall'interno mediante l'abbattimento del divanetto posteriore; vennero inoltre ridisegnati il parabrezza, i vetri laterali e la coda, venne allungato il cofano motore di 6 cm per far circolare più aria per il raffreddamento. Internamente, il gruppo plancia-cruscotto divenne in un unico pezzo, tutto in bachelite. Grazie a tali aggiornamenti, si ebbe una riduzione di peso di 75 kg.
Ma di lì a pochi mesi venne già approntato il primo prototipo della sostituta della Schwebeklasse, ossia una nuova edizione della Sonderklasse, con carrozzeria più convenzionale. Le ultime Schwebeklasse uscirono dallo stabilimento di Spandau nel mese di aprile del 1937.

### LeSchwebeklassefuoriserie
Nella prima metà del 1935 cominciarono ad apparire alcuni esemplari di Schwebeklasse con carrozzerie alternative, in alcuni casi annunciate ufficiosamente dalla stessa Auto Union. Fu il caso, ad esempio, di una versione cabriolet, inizialmente prevista già nel 1934 al debutto della Schwebeklasse, ma che poi, per motivi sconosciuti, fu cancellata dal programma. Due esemplari di cabriolet furono commissionati dall'Auto Union al carrozziere tedesco Voll & Ruhrbeck. Essi furono pronti proprio in quel febbraio 1935. Inoltre, vennero approntati in quel periodo undici esemplari di Schwebeklasse con carrozzeria torpedo, mai inclusi nella gamma ufficiale, anche se le fonti dedicate alla storia della produzione DKW li includono regolarmente nei dati di produzione. Stesso discorso per le Schwebeklasse con carrozzeria Kübelwagen, prodotte in soli quattro esemplari, ed anch'esse elencate nella produzione del modello. Sempre nel 1935 venne realizzata una Schwebeklasse con carrozzeria ultraprofilata. Tale vettura, rimasta esemplare unico, fu commissionata alla carrozzeria Hornig dal conte Wedel, un personaggio noto all'epoca per la sua passione per le automobili. La carrozzeria di Meerane eseguì tale incarico realizzando una carrozzeria su licenza concessa dal suo ideatore, Paul Jaray. Tale carrozzeria non fu in legno ma in lamiera di alluminio.
Altre quattro Schwebeklasse vennero carrozzate come furgoncino: due di queste, nate nella primavera del 1935, furono utilizzate come mezzi di servizio per consigliare i concessionari DKW sul da farsi riguardo ai numerosi reclami da parte della clientela in merito ai frequenti problemi tecnici.